# Tower of the Americas

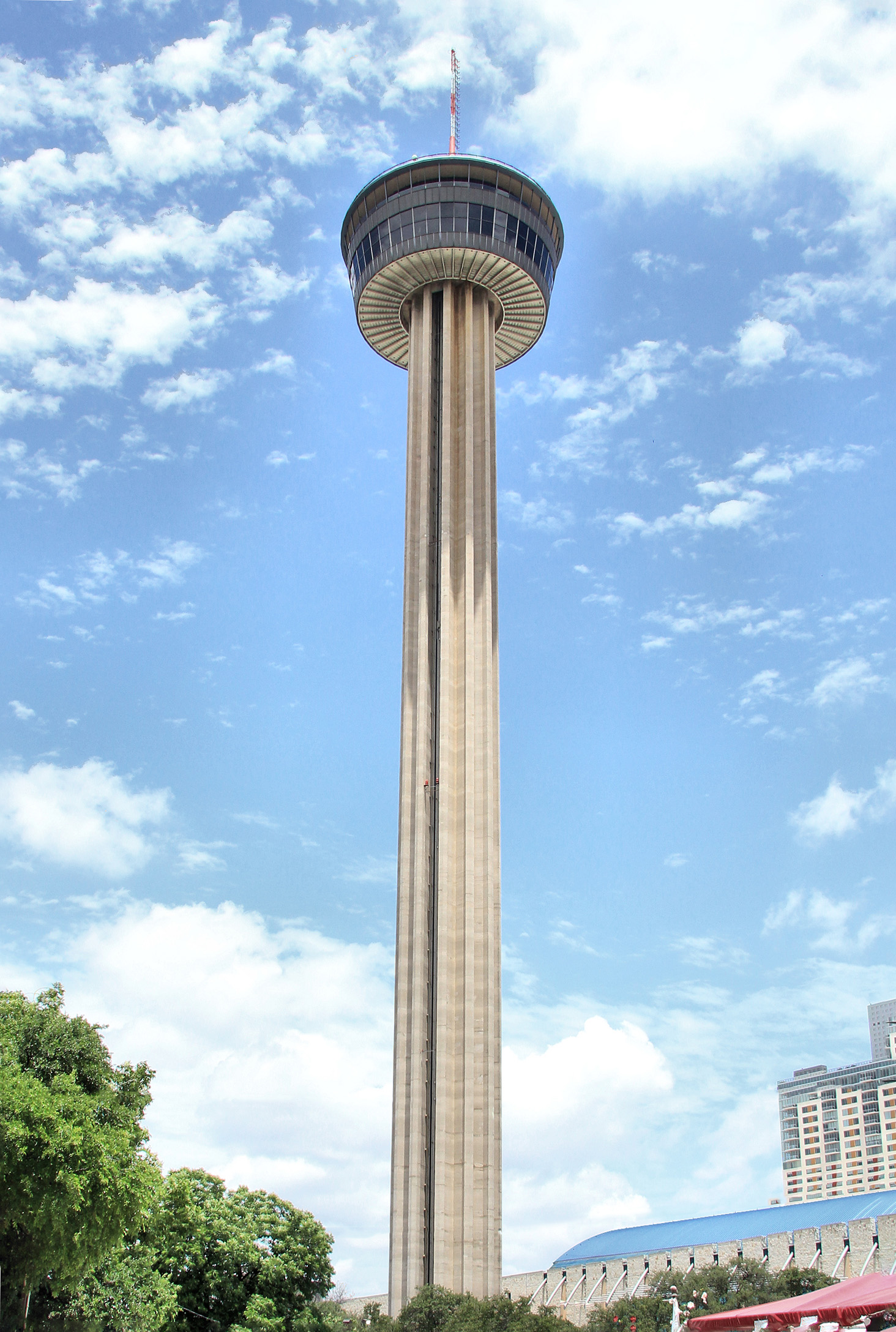
Tower of the Americas

Tower of the Americas är ett 229 m högt observationstorn med roterande restaurang i San Antonio, Texas i USA. Tower of the Americas designades av San Antonio-arkitekten O'Neil Ford, och byggdes som huvudattraktion till HemisFair '68. Byggnationen påbörjades 1966 och det tog 18 månader innan den blev färdigställd.
Tornet var det högsta observationstornet i USA från 1968 till 1996 då Las Vegas Stratosphere Tower byggdes och tog över titeln. Idag är tornet den största i San Antonio, och endast den 27:e högsta byggnaden i Texas.

## Kontroverser
Då bygget skulle påbörjas 1966 började man ifrågasätta hur korrekt den byråkratiska processen varit, då det endast fanns en offert för byggnaden. Detta uppmärksammades av tidningar och allmänheten, vilket ledde till att kommittén för HemisFair'68 tog in nya anbud. Medan nya offerter togs emot av kommittén drogs den ursprungliga offerten in, vilket ledde till att bygget blev 336 000 dollar dyrare. Man ansåg emellertid att denna kostnad var värd det för att dels lugna allmänheten, dels få ett federalt stöd på 7 miljoner dollar. Vid närmare undersökning fann man ingen anledning att tro att det var något fel med den första offerten.